# كما هو
كما هو هو مصطلح قانوني، (بالإنجليزية: As is)‏. يستخدم للتنصل من بعض الضمانات المضمنة في وحدة ما يتم بيعها. بعض أنواع الضمانات المضمنة يجب التنصل منها تفصيلا. مصطلح «كما هو» يدل على أن البائع يقوم ببيع، والمشتري يقوم بشراء: وحدة ما كما هي في حالتها عند البيع، وأن المشتري يقبل الوحدة «بكل عيوبها»، سواء ظهرت في وقتها أو لم تظهر.
هذا المصطلح، يمثل الموقف المعروف باسم دع المشتري يأخذ حذره، حيث يجب على المشتري الحذر أن يأخذ وقتا كافيا لاختبار الوحدة قبل القبول بشرائها، أو الحصول على شهادة خبير. الغريب أن مبدأ «كما هو» قد ينقلب على البائع إذا كانت الوحدة المباعة تستحق مبلغا أكبر من المدفوع فيها.
ومن ناحية أخرى، فإن مصطلح «كما هو» لا تنصل البائع من الضمانات الأخرى، مثل تلك التي تولّد من وصف المصنّع للوحدة. وكذلك من حق المشتري رفض الوحدة التي تباع تحت تصنيف «كما هو» إذا كانت لا تتفق مع وصف المصنّع.